# Division IB du Championnat du monde de hockey sur glace 2018
Navigation
Division IB en 2017 Division IB en 2019
Le tournoi de la Division IB du Championnat du monde de hockey sur glace 2018 se déroule à Kaunas en Lituanie du 22 au 28 avril 2018.

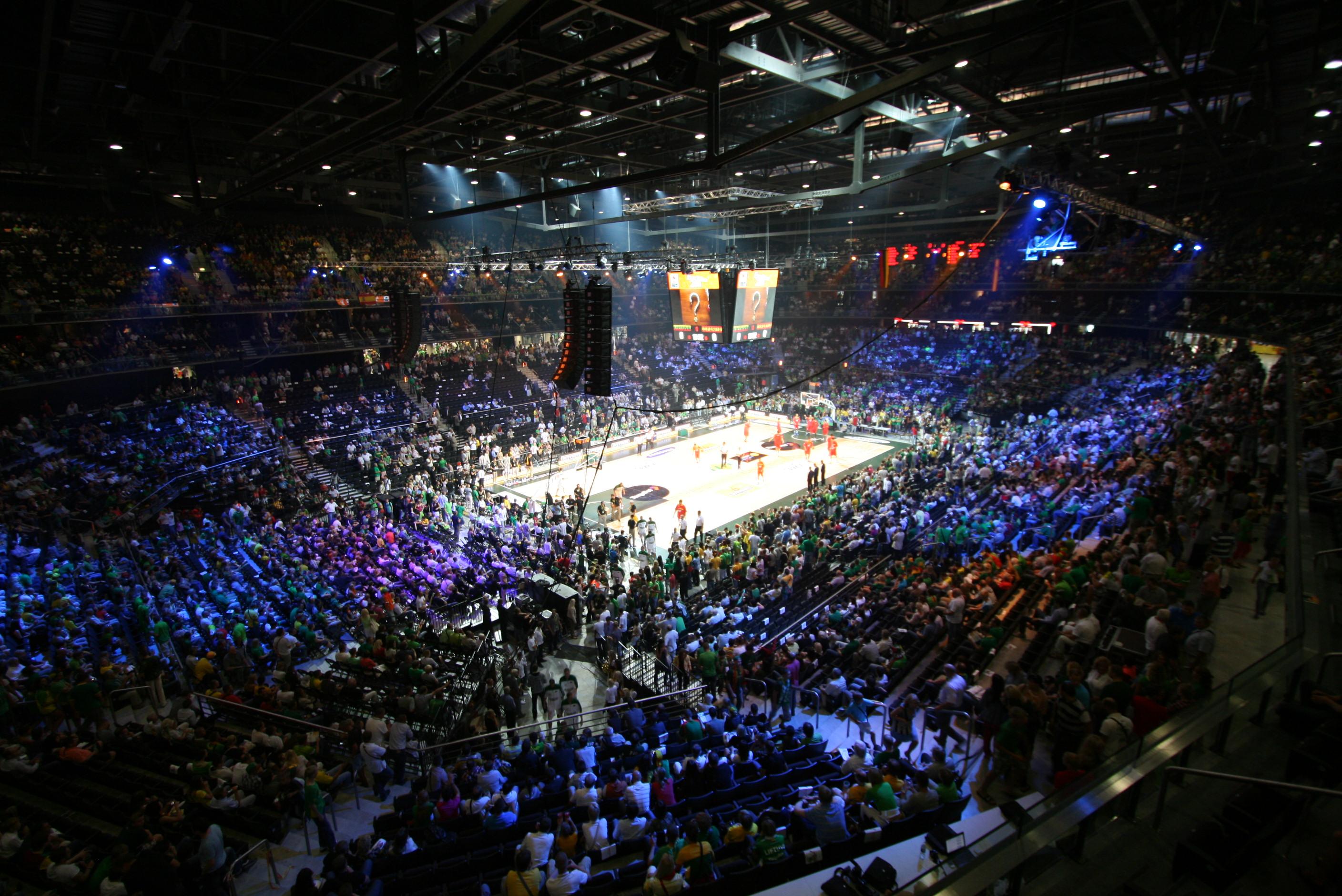
Vue de la Žalgirio Arena

| \| Localisation de Kaunas en Lituanie. \| Localisation de Kaunas en Lituanie. |
| Localisation de Kaunas en Lituanie.                                           |

## Format de la compétition

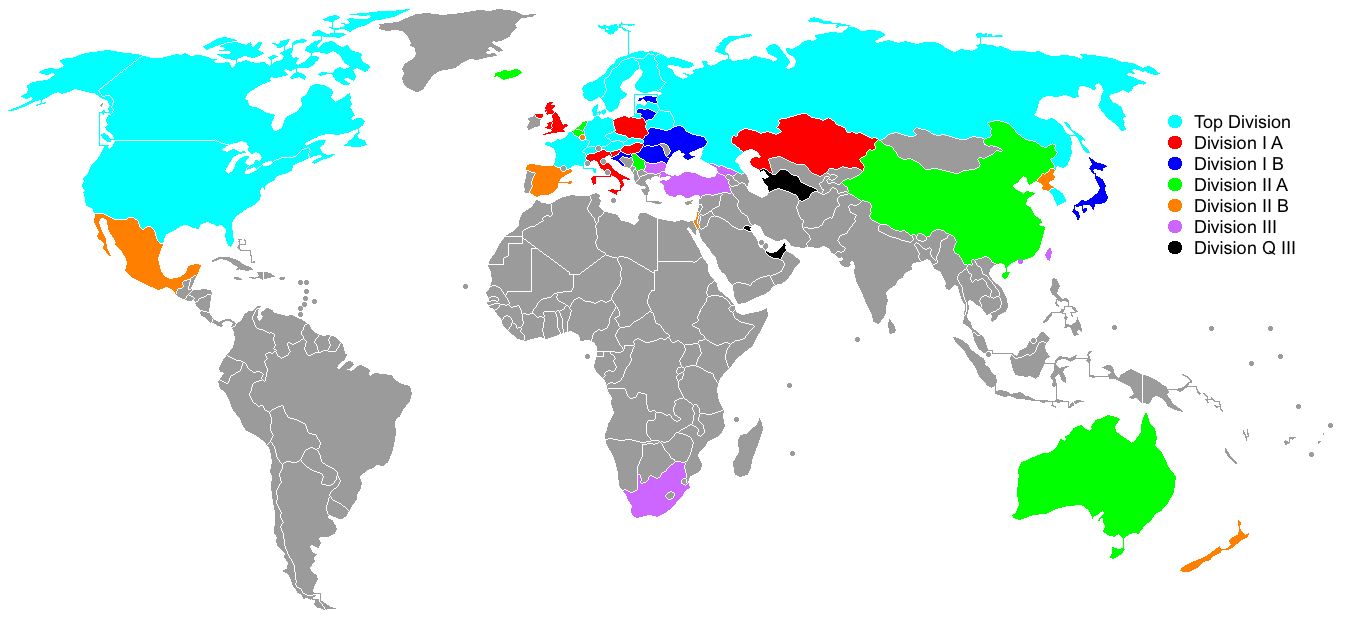
Nations participant au Championnat du monde de hockey sur glace 2018, par division.

Le Championnat du monde de hockey sur glace est un ensemble de plusieurs tournois regroupant les nations en fonction de leur niveau. Les meilleures équipes disputent le titre dans la Division Élite. Cette Division regroupe 16 équipes réparties en deux groupes de 8 qui disputent un tour préliminaire. Les 4 premiers de chaque groupe sont qualifiés pour les quarts de finale et les derniers sont relégués en Division IA à l'exception de la Slovaquie, organisatrice de l'édition 2019, qui ne peut être reléguée même si elle termine à la dernière place du groupe A. 
Pour les autres divisions qui comptent 6 équipes (sauf la Qualification pour la Division III), les équipes s’affrontent entre elles et, à l'issue de cette compétition, le premier est promu dans la division supérieure et le dernier est relégué dans la division inférieure. 
En Qualification pour la Division III, le vainqueur de la finale est promu en Division III.
Lors des phases de poule, les points sont attribués ainsi :
- 3 points pour une victoire dans le temps réglementaire ;
- 2 points pour une victoire en prolongation ou aux tirs de fusillade ;
- 1 point pour une défaite en prolongation ou aux tirs de fusillade ;
- aucun point pour une défaite dans le temps réglementaire.

## Officiels
La fédération internationale a désigné 11 officiels pour œuvrer lors de la compétition :
| Arbitres                                                                   | Juges de ligne |
| -------------------------------------------------------------------------- | --- |
| - Damien Bliek - Miha Bulovec - Stian Halm - Liam Sewell                   | \| - Karolis Janušauskas - Andreas Kroyer - Ivan Nedeljković - Tommi Niittylä \| - Elias Seewald - Laurynas Stepankevičius - Roman Výleta \| |
| - Karolis Janušauskas - Andreas Kroyer - Ivan Nedeljković - Tommi Niittylä | - Elias Seewald - Laurynas Stepankevičius - Roman Výleta                                                                                     |

## Matches
| 22 avril | Estonie | 1-2 (pr) (1-0, 0-1, 0-0, 0-1) | Japon | Žalgirio Arena 700 spectateurs |

| Feuille de match | Feuille de match                       | Feuille de match | Feuille de match                                                          | Feuille de match                                                                |
| ---------------- | -------------------------------------- | ---------------- | ------------------------------------------------------------------------- | ------------------------------------------------------------------------------- |
|                  | Petrov (Arrak, Makrov) — 10 min 55 s - | 1-0 1-1 1-2      | - Terao (Hashimoto) — 38 min 3 s T. Kawai (Sato, Furuhashi) — 60 min 53 s | Arbitrage : Damien Bliek Juges de lignes : Karolis Janušauskas et Elias Seewald |
| Šumihhin         | Gardiens                               | Fukufuji         |                                                                           | Arbitrage : Damien Bliek Juges de lignes : Karolis Janušauskas et Elias Seewald |
| 16 min           | Pénalités                              | 8 min            |                                                                           | Arbitrage : Damien Bliek Juges de lignes : Karolis Janušauskas et Elias Seewald |
| 12               | Tirs                                   | 42               |                                                                           | Arbitrage : Damien Bliek Juges de lignes : Karolis Janušauskas et Elias Seewald |

| 22 avril | Roumanie | 0-3 (0-1, 0-2, 0-0) | Ukraine | Žalgirio Arena 1 545 spectateurs |

| Feuille de match | Feuille de match | Feuille de match | Feuille de match | Feuille de match                                                                    |
| ---------------- | ---------------- | ---------------- | --- | ----------------------------------------------------------------------------------- |
|                  | -                | 0-1 0-2 0-3      | Katrych (Nimenko, Boutsenko) — 13 min 52 s Nimenko (Babynets) — 28 min 55 s Boutsenko (Babynets, Tolstoutchko) — 38 min 49 s | Arbitrage : Liam Sewell Juges de lignes : Andreas Kroyer et Laurynas Stepankevičius |
| Polc             | Gardiens         | Gaïdoutchenko    | | Arbitrage : Liam Sewell Juges de lignes : Andreas Kroyer et Laurynas Stepankevičius |
| 12 min           | Pénalités        | 22 min           | | Arbitrage : Liam Sewell Juges de lignes : Andreas Kroyer et Laurynas Stepankevičius |
| 39               | Tirs             | 32               | | Arbitrage : Liam Sewell Juges de lignes : Andreas Kroyer et Laurynas Stepankevičius |

| 22 avril | Croatie | 0-3 (0-1, 0-2, 0-0) | Lituanie | Žalgirio Arena 6 050 spectateurs |

| Feuille de match | Feuille de match | Feuille de match | Feuille de match | Feuille de match                                                        |
| ---------------- | ---------------- | ---------------- | --- | ----------------------------------------------------------------------- |
|                  | -                | 0-1 0-2 0-3      | Kumeliauskas (Bogdziul, Kieras) — 19 min 54 s (SN) Krakauskas (Čypas, Gintautas) — 22 min 23 s Cetvertak (Rybakov, Kieras) — 34 min 59 s | Arbitrage : Stian Halm Juges de lignes : Tommi Niittyla et Roman Výleta |
| Tomljenović      | Gardiens         | Armalis          | | Arbitrage : Stian Halm Juges de lignes : Tommi Niittyla et Roman Výleta |
| 10 min           | Pénalités        | 35 min           | | Arbitrage : Stian Halm Juges de lignes : Tommi Niittyla et Roman Výleta |
| 26               | Tirs             | 33               | | Arbitrage : Stian Halm Juges de lignes : Tommi Niittyla et Roman Výleta |

| 23 avril | Ukraine | 0-2 (0-2, 0-0, 0-0) | Estonie | Žalgirio Arena 160 spectateurs |

| Feuille de match | Feuille de match | Feuille de match | Feuille de match                                                              | Feuille de match                                                            |
| ---------------- | ---------------- | ---------------- | ----------------------------------------------------------------------------- | --------------------------------------------------------------------------- |
|                  | -                | 0-1 0-2          | Rooba (Makrov, Lahesalu) — 39 s Vasjonkin (Kettunen, Gornostajev) — 9 min 3 s | Arbitrage : Stian Halm Juges de lignes : Ivan Nedeljković et Tommi Niittyla |
| Gaïdoutchenko    | Gardiens         | Koitmaa          |                                                                               | Arbitrage : Stian Halm Juges de lignes : Ivan Nedeljković et Tommi Niittyla |
| 8 min            | Pénalités        | 2 min            |                                                                               | Arbitrage : Stian Halm Juges de lignes : Ivan Nedeljković et Tommi Niittyla |
| 33               | Tirs             | 33               |                                                                               | Arbitrage : Stian Halm Juges de lignes : Ivan Nedeljković et Tommi Niittyla |

| 23 avril | Japon | 4-3 (1-0, 1-3, 2-0) | Croatie | Žalgirio Arena 292 spectateurs |

| Feuille de match | Feuille de match | Feuille de match            | Feuille de match | Feuille de match                                                                   |
| ---------------- | --- | --------------------------- | --- | ---------------------------------------------------------------------------------- |
|                  | Hashimoto (Furuhashi) — 15 min 17 s - Furuhashi — 36 min 19 s Sato (Miura, Hashimoto) — 42 min 50 s Hashimoto (Tanaka, Furuhashi) — 52 min 53 s | 1-0 1-1 1-2 1-3 2-3 3-3 4-3 | - Rendulić (Senzel, Blagus) — 22 min 3 s (SN) Rendulić (Šijan) — 24 min 21 s Jazbec (Blagus, Šijan) — 27 min 13 s - | Arbitrage : Miha Bulovec Juges de lignes : Laurynas Stepankevičius et Roman Výleta |
| Narisawa         | Gardiens | Tomljenović                 | | Arbitrage : Miha Bulovec Juges de lignes : Laurynas Stepankevičius et Roman Výleta |
| 10 min           | Pénalités | 6 min                       | | Arbitrage : Miha Bulovec Juges de lignes : Laurynas Stepankevičius et Roman Výleta |
| 31               | Tirs | 26                          | | Arbitrage : Miha Bulovec Juges de lignes : Laurynas Stepankevičius et Roman Výleta |

| 23 avril | Lituanie | 8-3 (3-1, 3-1, 2-1) | Roumanie | Žalgirio Arena 5 760 spectateurs |

| Feuille de match | Feuille de match | Feuille de match                            | Feuille de match                                                                                                  | Feuille de match                                                           |
| ---------------- | --- | ------------------------------------------- | --- | -------------------------------------------------------------------------- |
|                  | Rybakov (Ališauskas, Kasparaïtis) — 2 min 38 s Verenis (Kumeliauskas, Bogdziul) — 3 min 47 s Rybakov (Gintautas, Kasparaïtis) — 10 min 55 s - Bogdziul (Kumeliauskas, Verenis) — 23 min 4 s (SN) - Kaleinikovas (Zubrus) — 34 min 48 s Bosas — 39 min 39 s Bosas (Kaleinikovas, Zubrus) — 42 min 53 s (SN) Čižas (Jasinevičius) — 46 min 42 s - | 1-0 2-0 3-0 3-1 4-1 4-2 5-2 6-2 7-2 8-2 8-3 | - G. Bíró (Gliga, Molnár) — 16 min 4 s - G. Bíró (Gliga) — 28 min 3 s - G. Bíró (Salló, Constantin) — 48 min 52 s | Arbitrage : Damien Bliek Juges de lignes : Andreas Kroyer et Elias Seewald |
| Armalis          | Gardiens | Tőke                                        | | Arbitrage : Damien Bliek Juges de lignes : Andreas Kroyer et Elias Seewald |
| 35 min           | Pénalités | 6 min                                       | | Arbitrage : Damien Bliek Juges de lignes : Andreas Kroyer et Elias Seewald |
| 29               | Tirs | 42                                          | | Arbitrage : Damien Bliek Juges de lignes : Andreas Kroyer et Elias Seewald |

| 25 avril | Ukraine | 2-4 (0-3, 0-0, 2-1) | Croatie | Žalgirio Arena 221 spectateurs |

| Feuille de match                             | Feuille de match                                                                           | Feuille de match        | Feuille de match | Feuille de match                                                               |
| -------------------------------------------- | ------------------------------------------------------------------------------------------ | ----------------------- | --- | ------------------------------------------------------------------------------ |
|                                              | - Katrych (Boutsenko, Babynets) — 46 min 56 s (SN) Nimenko (Mikhnov, Ignatenko) — 53 min - | 0-1 0-2 0-3 1-3 2-3 2-4 | Janković (Senzel, Blagus) — 4 min 36 s (SN) Zanoški — 11 min 51 s (IN) Kanaet (Tadić) — 13 min 6 s - Vedlin — 59 min 58 s (CV) | Arbitrage : Stian Halm Juges de lignes : Karolis Janušauskas et Andreas Kroyer |
| Gaïdoutchenko (13 min 6 s) Dyatchenko 46 min | Gardiens                                                                                   | Tomljenović             | | Arbitrage : Stian Halm Juges de lignes : Karolis Janušauskas et Andreas Kroyer |
| 10 min                                       | Pénalités                                                                                  | 22 min                  | | Arbitrage : Stian Halm Juges de lignes : Karolis Janušauskas et Andreas Kroyer |
| 33                                           | Tirs                                                                                       | 39                      | | Arbitrage : Stian Halm Juges de lignes : Karolis Janušauskas et Andreas Kroyer |

| 25 avril | Roumanie | 0-1 (0-0, 0-0, 0-1) | Estonie | Žalgirio Arena 452 spectateurs |

| Feuille de match | Feuille de match | Feuille de match | Feuille de match                     | Feuille de match                                                         |
| ---------------- | ---------------- | ---------------- | ------------------------------------ | ------------------------------------------------------------------------ |
|                  | -                | 0-1              | Embrich (Makrov, Rooba) — 59 min 7 s | Arbitrage : Miha Bulovec Juges de lignes : Elias Seewald et Roman Výleta |
| Polc             | Gardiens         | Koitmaa          |                                      | Arbitrage : Miha Bulovec Juges de lignes : Elias Seewald et Roman Výleta |
| 6 min            | Pénalités        | 8 min            |                                      | Arbitrage : Miha Bulovec Juges de lignes : Elias Seewald et Roman Výleta |
| 29               | Tirs             | 5                |                                      | Arbitrage : Miha Bulovec Juges de lignes : Elias Seewald et Roman Výleta |

| 25 avril | Japon | 1-6 (0-2, 0-2, 1-2) | Lituanie | Žalgirio Arena 7 010 spectateurs |

| Feuille de match | Feuille de match                    | Feuille de match            | Feuille de match | Feuille de match                                                             |
| ---------------- | ----------------------------------- | --------------------------- | --- | ---------------------------------------------------------------------------- |
|                  | - Hashimoto (Miura) — 40 min 41 s - | 0-1 0-2 0-3 0-4 1-4 1-5 1-6 | Rybakov (Cetvertak, Laukaitis) — 2 min 30 s Bosas (Kaleinikovas) — 3 min 3 s Bosas (Zubrus, Aliukonis) — 26 min 4 s (SN) Verenis (Kumeliauskas, Čypas) — 27 min 56 s - Bogdziul (Kumeliauskas, Verenis) — 44 min 48 s Bosas (Kaleinikovas, Kieras) — 55 min 42 s | Arbitrage : Liam Sewell Juges de lignes : Ivan Nedeljković et Tommi Niittylä |
| Fukufuji         | Gardiens                            | Armalis                     | | Arbitrage : Liam Sewell Juges de lignes : Ivan Nedeljković et Tommi Niittylä |
| 14 min           | Pénalités                           | 12 min                      | | Arbitrage : Liam Sewell Juges de lignes : Ivan Nedeljković et Tommi Niittylä |
| 25               | Tirs                                | 25                          | | Arbitrage : Liam Sewell Juges de lignes : Ivan Nedeljković et Tommi Niittylä |

| 27 avril | Japon | 3-2 (pr) (1-1, 0-1, 1-0, 1-0) | Roumanie | Žalgirio Arena 290 spectateurs |

| Feuille de match | Feuille de match | Feuille de match    | Feuille de match                                                           | Feuille de match                                                                     |
| ---------------- | --- | ------------------- | -------------------------------------------------------------------------- | ------------------------------------------------------------------------------------ |
|                  | Takagi (Miura, Sato) — 2 min 48 s (SN) - Echigo (Nakajima, Furuhashi) — 52 min 53 s Nakajima (Sato, Furuhashi) — 62 min 29 s | 1-0 1-1 1-2 2-2 3-2 | - Fodor (O. Bíró, Bors) — 8 min 9 s Részegh (Tranca, Salló) — 21 min 1 s - | Arbitrage : Damien Bliek Juges de lignes : Andreas Kroyer et Laurynas Stepankevičius |
| Fukufuji         | Gardiens | Polc                |                                                                            | Arbitrage : Damien Bliek Juges de lignes : Andreas Kroyer et Laurynas Stepankevičius |
| 14 min           | Pénalités | 8 min               |                                                                            | Arbitrage : Damien Bliek Juges de lignes : Andreas Kroyer et Laurynas Stepankevičius |
| 50               | Tirs | 29                  |                                                                            | Arbitrage : Damien Bliek Juges de lignes : Andreas Kroyer et Laurynas Stepankevičius |

| 27 avril | Estonie | 5-1 (2-0, 1-1, 2-0) | Croatie | Žalgirio Arena 1 200 spectateurs |

| Feuille de match | Feuille de match | Feuille de match        | Feuille de match                    | Feuille de match                                                                         |
| ---------------- | --- | ----------------------- | ----------------------------------- | ---------------------------------------------------------------------------------------- |
|                  | Rooba (Petrov, Makrov) — 4 min 1 s Andrejev (Embrich) — 19 min 49 s (IN) - Embrich (Gornostajev, Vasjonkin) — 28 min 23 s Arrak (Sibirtsev, Ossipov) — 53 min 49 s Embrich (Parras) — 56 min 15 s (IN) | 1-0 2-0 2-1 3-1 4-1 5-1 | - Rendulić (Blagus) — 25 min 17 s - | Arbitrage : Liam Sewell Juges de lignes : Karolis Janušauskas et Laurynas Stepankevičius |
| Koitmaa          | Gardiens | Tomljenović             |                                     | Arbitrage : Liam Sewell Juges de lignes : Karolis Janušauskas et Laurynas Stepankevičius |
| 10 min           | Pénalités | 6 min                   |                                     | Arbitrage : Liam Sewell Juges de lignes : Karolis Janušauskas et Laurynas Stepankevičius |
| 32               | Tirs | 34                      |                                     | Arbitrage : Liam Sewell Juges de lignes : Karolis Janušauskas et Laurynas Stepankevičius |

| 27 avril | Lituanie | 5-4 (pr) (1-1, 1-1, 2-2, 1-0) | Ukraine | Žalgirio Arena 7 850 spectateurs |

| Feuille de match | Feuille de match | Feuille de match                    | Feuille de match | Feuille de match                                                         |
| ---------------- | --- | ----------------------------------- | --- | ------------------------------------------------------------------------ |
|                  | Bogdziul (Kaleinikovas, Zubrus) — 8 min 14 s - Gintautas (Katulis) — 28 min 48 s (SN) Gintautas (Katulis, Kieras) — 45 min 39 s Čižas (Ališauskas, Gintautas) — 49 min (SN) - Bosas (Kaleinikovas, Zubrus) — 61 min 4 s | 1-0 1-1 1-2 2-2 3-2 4-2 4-3 4-4 5-4 | - Zakharov (Mikhnov) — 11 min 54 s (IN) Boutsenko (Babynets, Zhovnir) — 21 min 1 s (SN) - Petroukhno (Mikhnov) — 55 min 20 s Nimenko (Tolstoutchko, Mikhnov) — 59 min 23 s (JS) - | Arbitrage : Miha Bulovec Juges de lignes : Elias Seewald et Roman Výleta |
| Armalis          | Gardiens | Dyatchenko                          | | Arbitrage : Miha Bulovec Juges de lignes : Elias Seewald et Roman Výleta |
| 8 min            | Pénalités | 6 min                               | | Arbitrage : Miha Bulovec Juges de lignes : Elias Seewald et Roman Výleta |
| 42               | Tirs | 20                                  | | Arbitrage : Miha Bulovec Juges de lignes : Elias Seewald et Roman Výleta |

| 28 avril | Croatie | 3-7 (0-2, 1-2, 2-3) | Roumanie | Žalgirio Arena 920 spectateurs |

| Feuille de match                                | Feuille de match | Feuille de match                        | Feuille de match | Feuille de match                                                           |
| ----------------------------------------------- | --- | --------------------------------------- | --- | -------------------------------------------------------------------------- |
|                                                 | - Vedlin (Šakić, Miličić) — 37 min 21 s - Brine (Šakić, Jarčov) — 51 min 29 s - Brine (Janković, Zanoški) — 55 min 23 s (2 SN) | 0-1 0-2 0-3 0-4 1-4 1-5 1-6 2-6 2-7 3-7 | Molnár (Tranca, Fodor) — 5 min 25 s Tranca (Fodor, Bors) — 11 min 31 s Fodor (Részegh, Bors) — 27 min 39 s Gliga (Molnár, Tranca) — 33 min 7 s - G. Bíró (Gecse, Salló) — 42 min 21 s (SN) Z. Péter (B. Péter, Constantin) — 43 min 36 s - Részegh (Tranca, Fodor) — 52 min 41 s - | Arbitrage : Damien Bliek Juges de lignes : Tommi Niittylä et Elias Seewald |
| Tomljenović (43 min 36 s) Nikolić (16 min 24 s) | Gardiens | Polc                                    | | Arbitrage : Damien Bliek Juges de lignes : Tommi Niittylä et Elias Seewald |
| 6 min                                           | Pénalités | 18 min                                  | | Arbitrage : Damien Bliek Juges de lignes : Tommi Niittylä et Elias Seewald |
| 43                                              | Tirs | 37                                      | | Arbitrage : Damien Bliek Juges de lignes : Tommi Niittylä et Elias Seewald |

| 28 avril | Ukraine | 1-7 (0-2, 1-2, 0-3) | Japon | Žalgirio Arena 3 420 spectateurs |

| Feuille de match                                     | Feuille de match                                     | Feuille de match                | Feuille de match | Feuille de match                                                                        |
| ---------------------------------------------------- | ---------------------------------------------------- | ------------------------------- | --- | --------------------------------------------------------------------------------------- |
|                                                      | - Mikhnov (Zakharov, Ignatenko) — 22 min 19 s (SN) - | 0-1 0-2 1-2 1-3 1-4 1-5 1-6 1-7 | Nakayashiki (Hayata, Ito) — 2 min 38 s Hashimoto (Terao, Ushu) — 7 min 47 s (SN) - Hashimoto (Hamada, Ushu) — 27 min 5 s (SN) Echigo (Nakajima) — 35 min 19 s Ito (Miura) — 43 min 22 s Sato (Echigo, Nakajima) — 45 min 28 s Takagi (Sato) — 50 min 56 s | Arbitrage : Stian Halm Juges de lignes : Karolis Janušauskas et Laurynas Stepankevičius |
| Dyatchenko (45 min 28 s) Gaïdoutchenko (14 min 32 s) | Gardiens                                             | Fukufuji                        | | Arbitrage : Stian Halm Juges de lignes : Karolis Janušauskas et Laurynas Stepankevičius |
| 12 min                                               | Pénalités                                            | 12 min                          | | Arbitrage : Stian Halm Juges de lignes : Karolis Janušauskas et Laurynas Stepankevičius |
| 28                                                   | Tirs                                                 | 32                              | | Arbitrage : Stian Halm Juges de lignes : Karolis Janušauskas et Laurynas Stepankevičius |

| 28 avril | Lituanie | 4-1 (2-1, 1-0, 1-0) | Estonie | Žalgirio Arena 10 170 spectateurs |

| Feuille de match | Feuille de match | Feuille de match    | Feuille de match                | Feuille de match                                                           |
| ---------------- | --- | ------------------- | ------------------------------- | -------------------------------------------------------------------------- |
|                  | Ališauskas (Zubrus) — 7 min 38 s - Jasinevičius (Bogdziul) — 15 min 42 s Verenis (Kumeliauskas) — 35 min 58 s Verenis (Kumeliauskas) — 57 min 39 s (CV) | 0-1 1-1 2-1 3-1 4-1 | - Rooba (Petrov) — 4 min 20 s - | Arbitrage : Liam Sewell Juges de lignes : Ivan Nedeljković et Roman Výleta |
| Armalis          | Gardiens | Koitmaa             |                                 | Arbitrage : Liam Sewell Juges de lignes : Ivan Nedeljković et Roman Výleta |
| 10 min           | Pénalités | 12 min              |                                 | Arbitrage : Liam Sewell Juges de lignes : Ivan Nedeljković et Roman Výleta |
| 43               | Tirs | 27                  |                                 | Arbitrage : Liam Sewell Juges de lignes : Ivan Nedeljković et Roman Výleta |

## Classement
| Clt   | Équipe       | PJ | V | VP | D | DP | BP | BC | Diff | Pts |
| ----- | ------------ | -- | - | -- | - | -- | -- | -- | ---- | --- |
| +001, | Lituanie     | 5  | 4 | 1  | 0 | 0  | 26 | 9  | +17  | 17  |
| +002, | Japon        | 5  | 2 | 2  | 1 | 0  | 17 | 13 | +4   | 10  |
| +003, | Estonie      | 5  | 3 | 0  | 1 | 1  | 10 | 7  | +3   | 10  |
| +004, | Ukraine (R)  | 5  | 1 | 0  | 3 | 1  | 10 | 18 | -8   | 4   |
| +005, | Roumanie (P) | 5  | 1 | 0  | 3 | 1  | 12 | 18 | -6   | 4   |
| +006, | Croatie      | 5  | 1 | 0  | 4 | 0  | 11 | 21 | -10  | 3   |

- Promu en Division IA en 2019
- Relégué en Division IIA en 2019

Pour les significations des abréviations, voir statistiques du hockey sur glace.
Nota : en cas d'égalité de points, le départage s'effectue en prenant en compte le nombre de points entre les équipes à égalité. C'est pourquoi le Japon est classé devant l'Estonie (victoire 2 à 1) et l'Ukraine devant la Roumanie (victoire 3 à 0).

## Récompenses individuelles
Meilleurs joueurs
- Meilleur gardien :  Villem-Henrik Koitmaa
- Meilleur défenseur :  Ryo Hashimoto
- Meilleur attaquant :  Arnoldas Bosas

| Clt | Joueur             | Équipe   | PJ | B | A | Pts | Pun | +/- |
| --- | ------------------ | -------- | -- | - | - | --- | --- | --- |
| 1   | Ryo Hashimoto      | Japon    | 5  | 5 | 3 | 8   | 0   | +4  |
| 2   | Arnoldas Bosas     | Lituanie | 5  | 6 | 0 | 6   | 4   | +2  |
| 3   | Povilas Verenis    | Lituanie | 5  | 4 | 2 | 6   | 4   | +4  |
| 4   | Daniel Bogdziul    | Lituanie | 5  | 3 | 3 | 6   | 2   | +5  |
| 5   | Hiroto Sato        | Japon    | 5  | 2 | 4 | 6   | 0   | +4  |
| 6   | Makuru Furuhashi   | Japon    | 5  | 1 | 5 | 6   | 0   | +8  |
| 6   | Mark Kaleinikovas  | Lituanie | 5  | 1 | 5 | 6   | 4   | +3  |
| 6   | Tadas Kumeliauskas | Lituanie | 5  | 1 | 5 | 6   | 6   | +3  |
| 9   | Dainius Zubrus     | Lituanie | 5  | 0 | 6 | 6   | 2   | +4  |
| 10  | Csanád Fodor       | Roumanie | 5  | 2 | 3 | 5   | 6   | +1  |

| Clt | Joueur                | Équipe   | PJ | Min      | BC | Moy  | %Arr  | Bl |
| --- | --------------------- | -------- | -- | -------- | -- | ---- | ----- | -- |
| 1   | Villem-Henrik Koitmaa | Estonie  | 4  | 239 h 40 | 4  | 1,00 | 97,10 | 2  |
| 2   | Mantas Armalis        | Lituanie | 5  | 301 h 4  | 9  | 1,79 | 93,57 | 1  |
| 3   | Sergueï Gaïdoutchenko | Ukraine  | 4  | 147 h 38 | 6  | 2,44 | 93,33 | 1  |
| 4   | Patrik Polc           | Roumanie | 4  | 242 h 24 | 10 | 2,48 | 93,33 | 0  |
| 5   | Yuta Narisawa         | Japon    | 2  | 122 h 29 | 5  | 2,45 | 90,91 | 0  |
| 6   | Bogdan Dyatchenko     | Ukraine  | 3  | 152 h 23 | 11 | 4,33 | 88,30 | 0  |
| 7   | Yutaka Fukufuji       | Japon    | 3  | 180 h 53 | 8  | 2,65 | 87,69 | 0  |
| 8   | Mate Tomljenović      | Croatie  | 5  | 282 h 47 | 20 | 4,24 | 87,42 | 0  |

Pour les significations des abréviations, voir statistiques du hockey sur glace.
Nota : seuls sont classés les gardiens ayant joué au minimum 40 % du temps de jeu de leur équipe.